# Juan Cruz (director)
Juan Cruz Benavente (Barcelona; 9 de junio de 1966) es un guionista y director de cine español.

## Biografía
En 1995 dirigió su primer corto, La Bula, y cuatro años más tarde El olor de las manzanas, interpretado por Amparo Rivelles. Ella ganó el premio a la mejor actriz en el Festival de Cine de Almería y el galardón se sumó al Premio Europa Curt Ficcions de Barcelona. Ese mismo año se incorporó a la productora El Terrat, donde empezó como coordinador de guiones en el programa La última noche (Telecinco), dirigido por José Corbacho. Después colaboró en otros programas de la productora, como Set de Nit (TV3) o A pèl (TV3) y en 2003 dirigió La gran evasión (ETB), programa presentado por Carlos Sobera y donde también participaron Raúl Cimas y Flipy.
En 2005, junto a José Corbacho, escribió y dirigió Tapas. Se estrenó en el Festival de Málaga, donde obtuvo la Biznaga de Oro a la Mejor Película, el Premio del Público y el Premio a la Mejor Actriz (Elvira Mínguez). Además de los dos Goya a Mejor Dirección Novel y a la Mejor Actriz de Reparto, de nuevo para Elvira Mínguez.
Ha colaborado en Buenafuente (Antena 3, 2005-2007), y dirigió A pelo (La Sexta).
Junto a José Corbacho ha realizado otros trabajos, entre los que destacan:
- Guion y dirección de la película "Cobardes" 2008
- Guion y dirección de la serie Pelotas (TVE) 2009, en la que además realiza un cameo con él en el capítulo siete.
- Publicación de la novela "People from Ibiza" (Plaza & Janes) 2015
- Guion y dirección de la película "Incidencias" 2015

## Filmografía
- 1995 La Bula
  - Cortometraje. 35 mm. 12’.
  - Guión y Dirección.

- 1999 El Olor de las Manzanas
  - Cortometraje. 35 mm. 12’
  - Guión y Dirección.
  - Premio a la mejor interpretación femenina en el Festival de Cine de Almería a Amparo Rivelles.
  - Premio Europa Curt Ficcions de Barcelona.Finalista en el concurso organizado por “Versión Española” TVE.

- 2005 Tapas
  - Largometraje. 35 mm. 90’.
  - Guión y Dirección.
  - Premio a la Mejor Película en el Festival de Málaga
  - Premio del Público en el Festival de Málaga
  - Premio a la Mejor Actriz en el Festival de Málaga
  - Premio al Mejor Guión en el Festival de Montreal (Canadá)
  - Premio del Público en Festival de Cine Latino de San Francisco (EEUU)
  - Premio a la Mejor Película en el Festival de Cine de Albacete Abycine.
  - Premio al Mejor Guión en el Festival de Operas Primas de Tudela.
  - Premio a la Mejor Película en el Festival de Tromsø (Noruega)
  - Premio a la Mejor Opera Prima Sant Jordi de RNE.
  - Premio del Círculo de Escritores Cinematográficos a la Mejor Actriz Secundaria Elvira Mínguez.
  - Premio Goya 2006 a la Mejor Dirección Novel.
  - Premio Goya 2006 a la Mejor Actriz de Reparto Elvira Mínguez.
  - Premio Tirant a la Mejor Comedia Española del 2005
  - Premio “Millor Guió Cinematogràfic” del GAC 2005

- 2007 Cobardes
  - Largometraje. 35 mm. 90’
  - Guión, Dirección y Producción Asociada.
  - Premio de la Crítica del Festival de Málaga 2008
- 2009 Universos
  - La Wikipeli
  - Cortometraje interactivo auspiciado por Mahou. 25'
  - Guión y Dirección.
- 2009/2010 Pelotas
  - Ficción televisiva en emisión para TVE.
  - Guión, Dirección y Producción Ejecutiva.

- 2013 Somos Gente Honrada
  - Largometraje
  - Guión

- 2014 Haikurt Y así todo.
  - Participación en el Festival Haikurts de Barcelona. Sección Sensei.

- 2015 Domonic
  - Cortometraje auspiciado por Gas Natural Fenosa.
  - Guión y Dirección.

- 2015 Incidencias
  - Largometraje
  - Guión y Dirección.

- 2020 La clau
  - Cortometraje
  - Guión y Producción Ejecutiva
- 2024 Vintage
  - Ficción televisiva para TV3.
  - Proceso de posproducción.
  - Guion y Producción Ejecutiva.

## Otros Cine
- 2005 Los Dalton contra Lucky Luke -
  - Adaptación de diálogos de la versión francesa.

## Televisión
- 2000 Incorporación a la productora El Terrat como guionista.

- 2001 La Última Noche.
  - Programa de entretenimiento para Telecinco.
  - Guionista y coordinador del equipo de guionistas.

- 2002 Set de Nit.
  - Late-night diario para TV3.
  - Guionista.

- 2002 A pèl.
  - Programa de entretenimiento para TV3.
  - Guionista.

- 2002 Noche de Paz.
  - Programa de entretenimiento para la FORTA conducido por Paz Padilla.
  - Guionista.

- 2002 Cómo está la tele.
  - Programa de entretenimiento para ETB 2.
  - Guionista.

- 2003 Ratones Coloraos.
  - Programa de entretenimiento para Canal Sur.
  - Guionista.

- 2003 Tinc Pis.
  - Programa de entretenimiento para BTV.
  - Guión y Dirección de actores.

- 2003/04 La Gran Evasión.
  - Programa de entretenimiento para ETB 2 conducido por Carlos Sobera.
  - Dirección.

- 2004 Algo pasa con López.
  - Programa de entretenimiento para ETB 2 conducido por Iñaki López.
  - Dirección.

- 2005/06 Buenafuente.
  - Programa de entretenimiento para Antena 3, conducido por Andreu Buenafuente.
  - Guionista.
- 2006 A Pelo.
  - Programa de humor para La Sexta conducido por Joaquín Reyes y Raúl Cimas.
  - Dirección.

- 2007 Fenómenos.
  - Programa de humor para La Sexta conducido por Eva González.
  - Producción Ejecutiva de Contenidos y Dirección de la pieza “Camera Post Mortem” incluida en este formato.

- 2007 Gala de los Premios Goyas 2007.
  - Gala del Cine Español presentada por Jose Corbacho.
  - Guionista.

- 2012 Señoras que.
  - Ficción para Antena Neox producida por Minoría Absoluta.
  - Guionista.

- 2013 Gala Ondas 2013. Presentada por Jose Corbacho, Àngels Barceló y Manu Carreño.
  - Producida por Planet Events – Cadena Ser.
  - Guionista.

- 2018/19 Ese Programa Del Que Usted Me Habla.
  - Magazín de humor La 2 de TVE producida por Catorce.
  - Dirección y Asesoría de Contenidos.

## Internet
- 2009 La Wikipeli – Universos
  - Cortometraje interactivo auspiciado por Mahou.
  - Guión y Dirección.

- 2014 Haikurt – Y así todo.
  - Participación en el Festival Haikurts de Barcelona. Sección Sensei.

## Editorial
- 2009 Binarios Relato incluido en el primer volumen de cuentos titulado “Cambio de Agujas” editado por la Fundación Borau.

- 2010 Lavanda Relato incluido en el volumen de cuentos “Fuera de Serie” editado por Columna y Medialive.

- 2015 People From Ibiza Novela co-escrita con Jose Corbacho. Plaza & Janés – Rosa dels Vents Randomhouse

## Distinciones
- Hijo predilecto de l'Hospitalet de Llobregat junto a Jose Corbacho, Núria Espert, Antoni Ros Marbà i Ferran Adrià.